# Ciriacremum cabudiatum
Ciriacremum cabudiatum är en insektsart som beskrevs av Jennifer L. Hollis 1976. Ciriacremum cabudiatum ingår i släktet Ciriacremum och familjen rundbladloppor. Inga underarter finns listade i Catalogue of Life.